# Juegos Nemeos

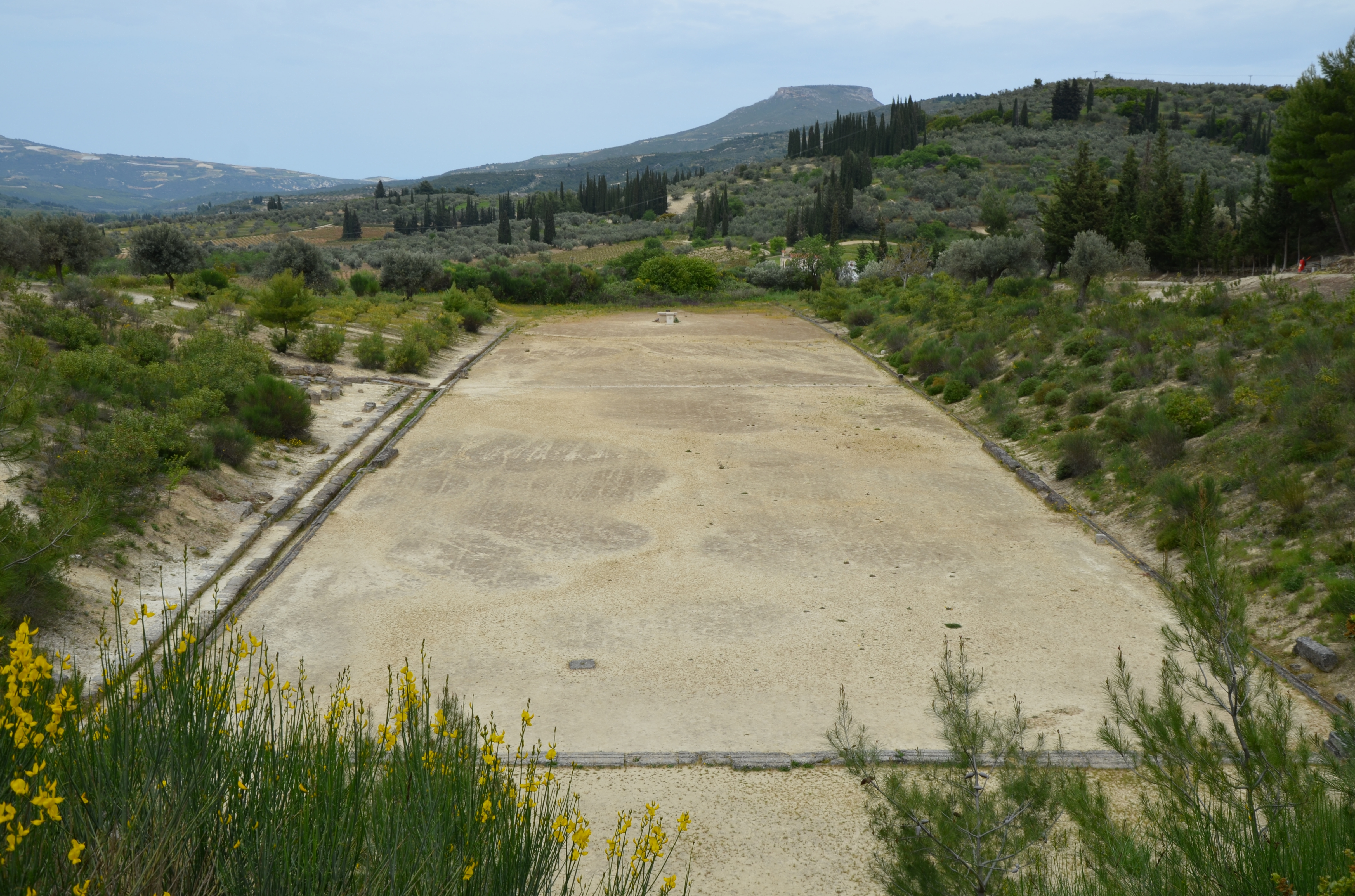
Restos del estadio de época helenística, donde se desarrollaban las pruebas gimnásticas y artísticas de los juegos.

Los Juegos Nemeos (en griego antiguo: τά Νέμεα, romanizado: ta Nemea tai τά Νέμεια, ta Nemeia) eran una de las cincuenta históricas competiciones deportivas panhelénicas que se disputaban en la Antigua Grecia, en una sede ubicaba en la Argólide denominada Nemea.

## Características
Dichos juegos se celebraban junto al santuario de Zeus Nemeo, de cuyo templo aún quedan en pie algunas columnas, así como los restos de un bosque sagrado de cipreses, un «heroon» dedicado a Ofeltes/Arquémoro y una fuente llamada indistintamente Adrastea o Arquemorea.
Desde su nacimiento tuvieron lugar cada dos años durante el verano, en el segundo y cuarto año de la olimpiada. Después de la conquista romana de Grecia, las fuentes hablan de unos Juegos Nemeos de invierno, que se desconoce si se alternaban con los de verano dentro de la olimpiada, o eran unos juegos aparte.
El programa contuvo competiciones hípicas, atléticas (carreras, pentatlón, pancracio, pugilato, lucha) y artísticas. Había tres categorías de competidores: niños, jóvenes y adultos.
La afluencia de público durante sus celebraciones era masiva (el estadio de época helenística podía albergar hasta 40.000 espectadores).
En su origen se trataba de unos juegos fúnebres y los jueces iban vestidos de luto (color negro).
A los vencedores se les recompensaba con una corona de apio silvestre fresco.

## Historia mítica
Existen dos versiones míticas sobre el origen de estos juegos: según una de ellas, se instituyeron como recuerdo de la hazaña de una de las doce pruebas de Heracles. El león de Nemea campaba por el país y aterrorizaba a sus habitantes hasta que Heracles lo capturó y estranguló.
Mucho más conocido es el triste mito del pequeño Ofeltes, rebautizado póstumamente como Arquémoro, que guarda relación con la historia de los Siete contra Tebas: Polinices, el hijo de Edipo, junto a otros seis jefes (entre los que estaba Adrasto y el adivino Anfiarao), se rebeló contra Tebas, donde reinaba su hermano Eteocles, alegando un acuerdo no respetado. En su expedición llegaron hasta Nemea afligidos por la sed.
Según un escolio a Píndaro:

Allí encontraron a Hipsípila, de la isla de Lemnos, que llevaba al pequeño Ofeltes en brazos. Este era el hijo del sacerdote Licurgo (al servicio de Zeus) y de Eurídice. Hipsípila los condujo a un manantial, pero entretanto dejó tendido al niño en una plantación de apio, donde una serpiente lo mató, bien estrangulándolo, bien inoculándole veneno. Cuando los Siete volvieron de la fuente y vieron la catástrofe, mataron a la serpiente e instauraron unos juegos fúnebres bianuales...los juegos fúnebres comprendían competiciones gímnicas y carreras de cuadrigas; aunque no de bigas, ni tampoco de caballos.

Por otras fuentes sabemos además que un oráculo había avisado que no se pusiese en contacto al pequeño Ofeltes con la tierra antes de poder caminar. Entonces Anfiarao le cambió el nombre por el de Arquémoro ("Principio de la desventura"), porque había previsto el trágico desenlace de la expedición. Y seguimos leyendo:

Los atletas sólo luchaban por una corona (agon stefanites), porque a los Siete no les gustaba entregar premios. Sí que prometieron, en cambio, que a su regreso organizarían competiciones con premios valiosos del eventual botín de guerra (agon khrematites). En un principio la corona se confeccionaba con ramas de olivo (como en Olimpia), pero más tarde la hicieron de "apio tierno".

## Historia de los Juegos

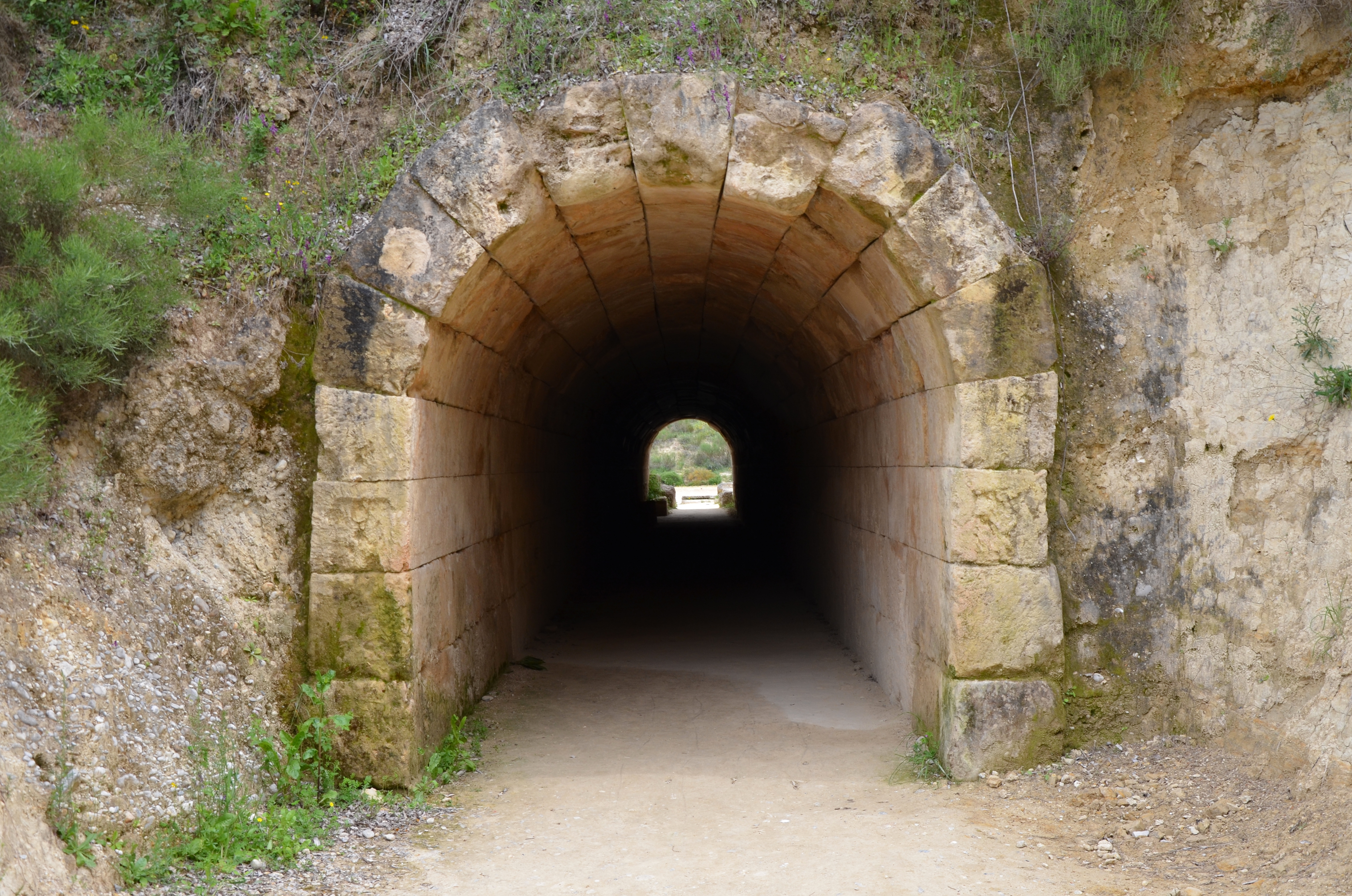
El túnel por donde los atletas accedían al estadio.

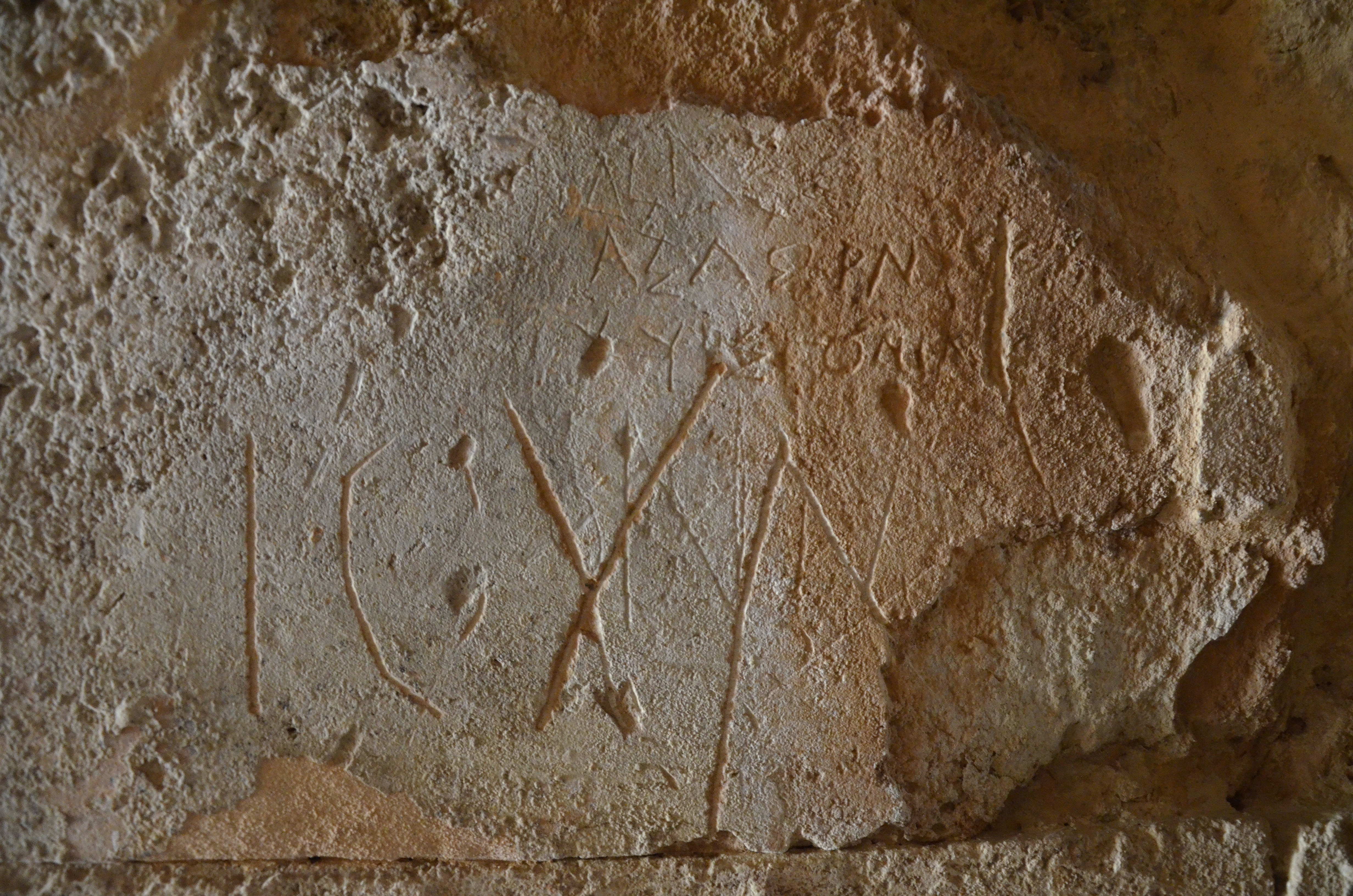
Inscripciones grabadas por participantes de los Juegos Nemeos.

La crónica de Paros indica que los Juegos Nemeos fueron fundados en el 1251 a. C. Según Eusebio de Cesarea, las competiciones se iniciaron en el 573 a. C., que es la fecha en la que se considera que adquirieron un carácter panhelénico. A las competiciones gímnicas e hípicas se añadieron las musicales en el periodo helenístico. A partir del siglo I a. C. las mujeres pudieron participar.
Cuando en el último tercio del siglo IV a. C. se construyó el templo de Zeus, los juegos también fueron consagrados al dios soberano.
Desde sus inicios, la cercana ciudad de Cleonas era la encargada de la organización de estos juegos. En algún momento del siglo IV a. C., Cleonas pasó a ser controlada políticamente por Argos y, por tanto, esta última fue la que asumió el control sobre los juegos hasta el 330 a. C. aproximadamente, cuando fue construido el templo de Zeus y, probablemente bajo presión macedonia, fueron reinstaurados en Nemea hasta c. 270 a. C., momento en que nuevamente fueron organizados en Argos.
En 235 a. C., Arato de Sición, por entonces enemigo de Argos, organizó unos juegos alternativos en Nemea. Los atletas que a pesar de todo quisieron actuar en Argos, fueron capturados y vendidos como esclavos. Según Plutarco esta fue la más grave violación que jamás hubo contra la paz sagrada.
En 145 a. C. durante la invasión romana, el tribuno militar Lucio Mumio, que aquel mismo año había devastado Corinto, hizo celebrar los juegos en Nemea, pero unos decenios después pasaron definitivamente bajo control de Argos.
Cuando Pausanias visitó Nemea al principio del siglo II, el santuario ya estaba en ruinas: «el techo del templo de Zeus Nemeo estaba hundido y ya no tenía imagen».

## Arqueología
Lo más espectacular de Nemea es el túnel de 36 m de largo por el cual pasaban los atletas y los jueces al entrar en el estadio. Probablemente en él se desvestían los atletas, y mientras se pasaba lista, pintarrajeaban las paredes con inscripciones (probablemente con su estrígil). Se puede leer el optimista niko (‘gano’) o inscripciones eróticas del estilo de Epikrates kalos (‘Epícrates es guapo’). Sigue sin descifrarse el grafiti Akrotatos kalos debajo del cual otra mano escribió tou grapsantos, lo que probablemente se pueda interpretar en forma interrogativa como: ‘¿y quién ha escrito eso?’. Es factible que el tal Acrótato fuera el futuro rey de Esparta (265 a. C. - 252 a. C.), que por su belleza física se vio envuelto en muchas aventuras amorosas.

## Recuperación de los juegos
A fines del siglo XX se creó una asociación para la recuperación de los Juegos Nemeos, que consiguió que, a partir de 1996 y cada cuatro años, se volvieran a celebrar estos juegos tratando en la medida de lo posible de seguir las costumbres que se observaban en la Antigüedad. En ellos los participantes, de numerosos países, compiten descalzos y vestidos con una túnica. Son competidores de edades que abarcan desde niños a ancianos y que reciben como premio una corona de apio y una rama de palmera.